# Oleria astraea
Oleria astraea är en fjärilsart som beskrevs av Doubleday, Hewitson och John Obadiah Westwood 1847. Oleria astraea ingår i släktet Oleria och familjen praktfjärilar. Inga underarter finns listade i Catalogue of Life.